# 瑞鳳章
瑞鳳章（：／）是大韓帝國的勳章，此勳章僅授予女性。

## 概要
1904年（光武8年）3月30日，高宗下詔設立專門授予女性的勳章——瑞鳳章，瑞鳳章之名來源於東亞文化圈宮中女性所戴的禮裝鳳凰冠。1905年（光武9年）9月19日，確定瑞鳳章分為六等，授予內命婦和外命婦中有勳勞之人。1907年（光武11年）3月30日，發佈勅令第二十號，正式將瑞鳳章添加進《勳章條例》之中，並規定由大韓帝國皇后徽旨頒授此勳章。

## 設計

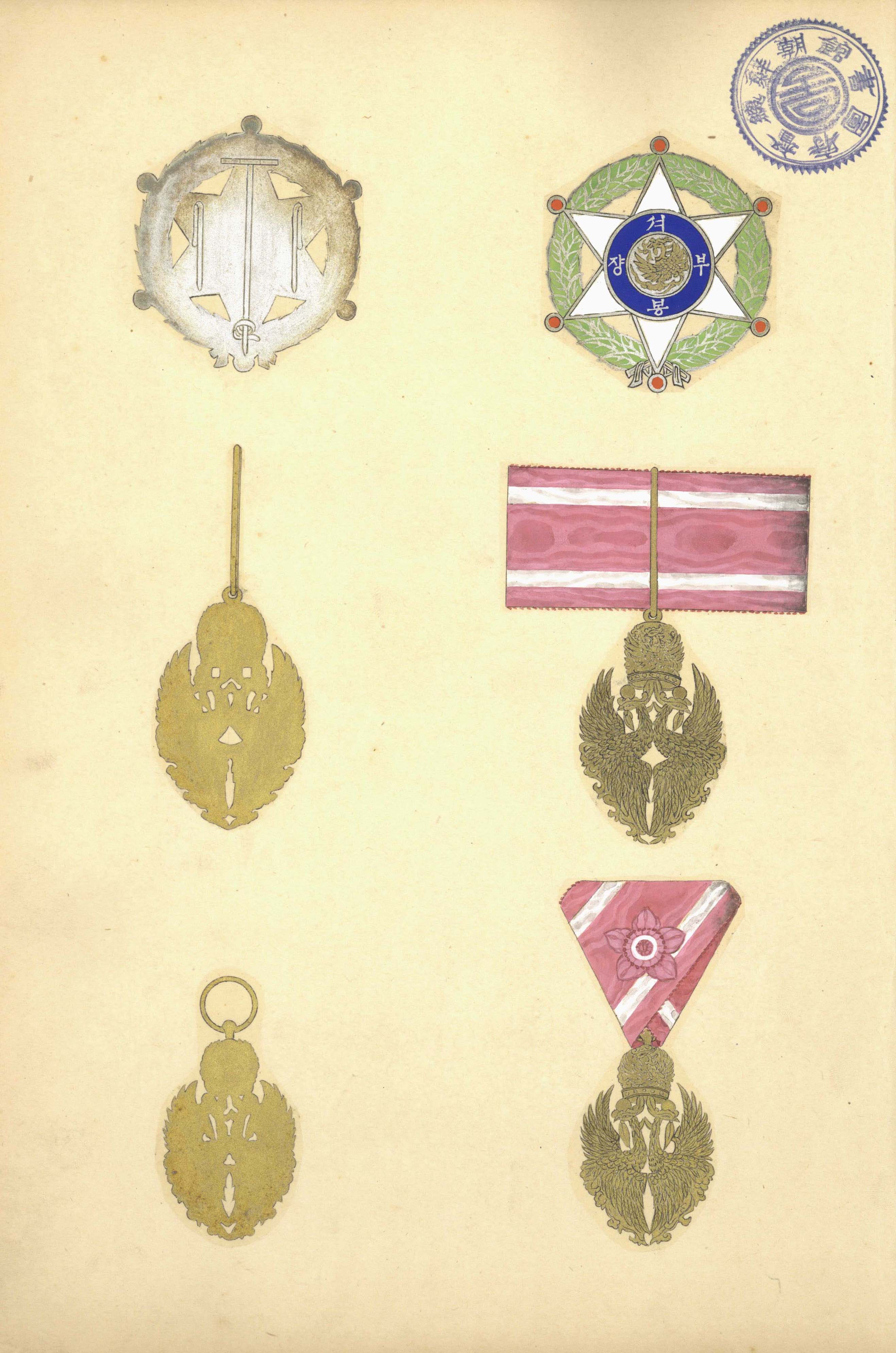
勳二等瑞鳳章兼勳一等瑞鳳大綬章副章（上） 勳三等瑞鳳中綬章（中） 勳四等瑞鳳小綬章（下）
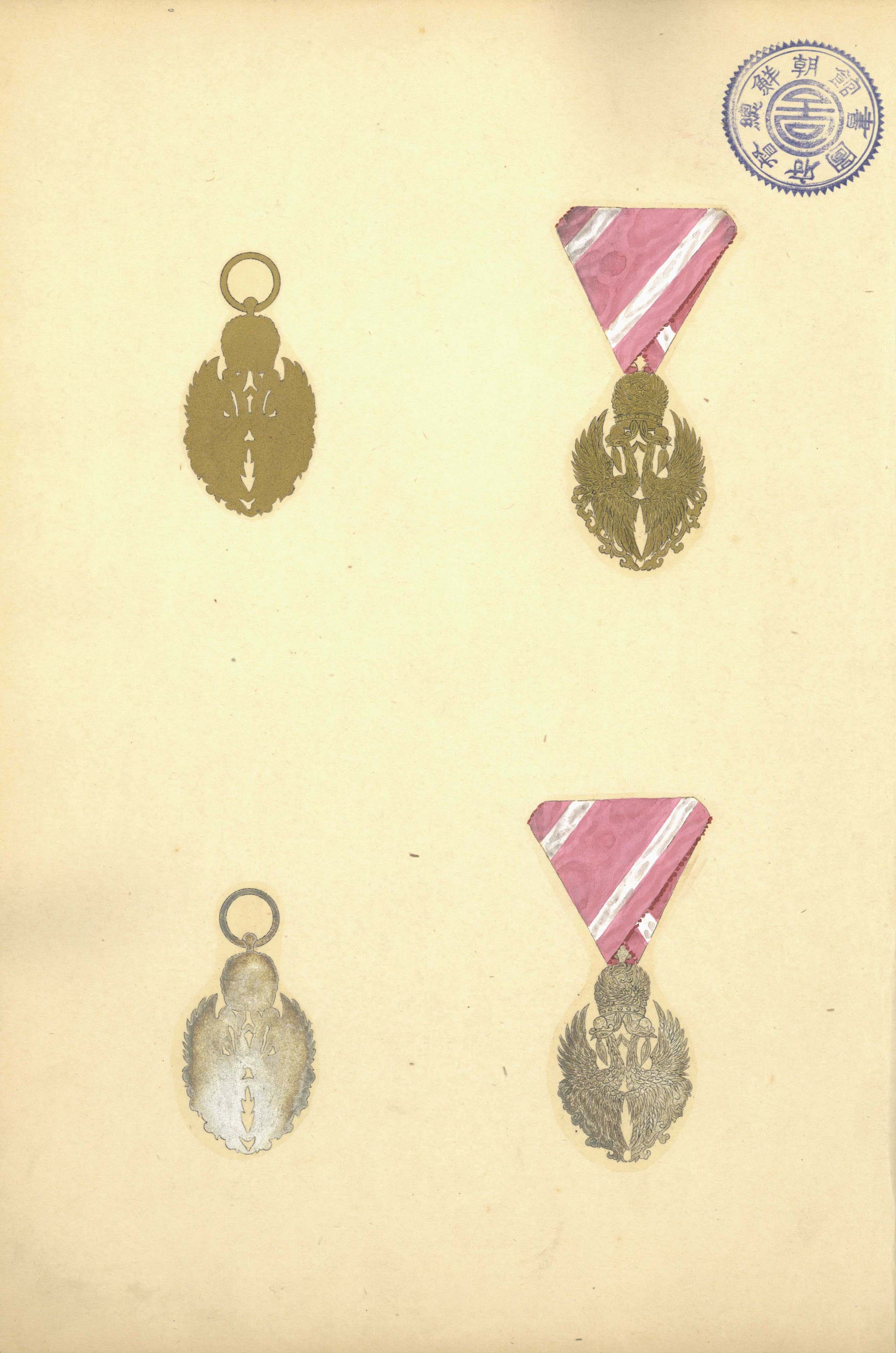
勳五等瑞鳳小綬章（上） 勳六等瑞鳳小綬章（下）